# Samir
Samir Caetano de Souza Santos, mais conhecido como Samir (São João de Meriti, 5 de dezembro de 1994), é um futebolista brasileiro que atua como zagueiro. Atualmente, joga pelo Al-Najma, da Arábia Saudita.
Em 2017, Samir foi citado pela prestigiada revista inglesa Four Four Two, que disse: “o Campeonato Italiano tem sido há muito tempo identificado como um campo fértil para zagueiros, e Samir, da Udinese, aparece ser mais um com grande futuro. O brasileiro foi excelente durante 2016–17, segurando a linha defensiva do clube ao longo da campanha e aparecendo como um marcador homem a homem confiável e impressionante”.

## Carreira

### Início
Quando criança, começou a jogar no juvenil do Fluminense, mas devido ao seu peso acabou não sendo muito aproveitado pelo clube e, em seu aniversário, recebeu a notícia que seria mandado embora do clube, indo para o Audax Rio, naquela época chamado de Sendas Esporte Clube.

### Flamengo
Com seu bom desempenho no Audax, foi contratado pelo Flamengo em 3 de junho de 2011, assinando um contrato de empréstimo válido até 31 de julho de 2012. Ao término do contrato, o Rubro-Negro não teve dúvida, comprou 60% de seus direitos por R$ 150 mil e firmou um vínculo até 7 de agosto de 2015. Se destacou muito na base rubro-negra, principalmente na disputa da Taça BH, mas o Rubro-Negro acabou sendo eliminado pelo Grêmio nos pênaltis. Mesmo assim, Samir foi eleito o craque da competição.
Em 2013, chegou ao time principal nas mãos do técnico Jayme de Almeida, interino na época, e estreou titular em sua primeira partida pelo time principal contra o Criciúma na vitória por 3 a 0, em partida válida pela 5ª rodada do Campeonato Brasileiro. Com a chegada de Mano Menezes ao comando da equipe carioca, começou a ser utilizado em algumas partidas como titular. Com a efetivação de Jayme de Almeida, voltou a ser titular na equipe. No dia 10 de outubro, foi anunciado seu novo vínculo com o Flamengo, com duração até 31 de dezembro de 2017.
No dia 29 de janeiro de 2014, Samir marcou seu primeiro gol pelo Flamengo contra o Friburguense em que o Rubro-Negro venceu por 2 a 0, em partida válida pelo Campeonato Carioca. Marcou novamente pelo Flamengo na derrota por 2 a 1 para o Athletico Paranaense, em partida válida pelo Campeonato Brasileiro.
Volta a marcar pelo Flamengo no dia 25 de janeiro de 2015, na ocasião o Rubro-Negro venceu o São Paulo por 1 a 0 e acabou se consagrando campeão do torneio amistoso realizado em Manaus, o Torneio Super Series. Marcou novamente na goleada por 5 a 1 diante da Cabofriense em uma cobrança de escanteio em partida válida pelo Campeonato Carioca. Em 20 de junho de 2015, Samir marcou um gol contra durante jogo contra o Atlético Mineiro pelo Brasileirão, esse foi o primeiro gol do jogo, que terminou em 2 a 0 favor do time mineiro. No dia 13 de Setembro, na partida em que o Flamengo venceu a Chapecoense por 3x1, Samir teve uma grande atuação, sendo um autêntico "xerife". Ele cobriu bem as subidas do lateral Jorge e ganhou todas pelo alto. Por conta de sua atuação neste jogo, Samir foi "premiado" com uma vaga na "Seleção da Rodada #25" feita pelo GloboEsporte.com.

### Udinese
Depois de quase um ano de negociações entre Flamengo e Udinese, em 28 de novembro de 2015, foi acertada a venda do zagueiro revelado nas divisões de base do Rubro-Negro por R$ 16 milhões (4 milhões de euros) para o time italiano. O negócio foi confirmado pelo clube da Gávea em 20 de dezembro de 2015.

### Hellas Verona
Chegando à Udinese em janeiro de 2016, o ex-flamenguista foi emprestado ao Hellas Verona, da Itália, até o final da atual temporada, 2015–16.

### Watford
No dia 4 de janeiro de 2022, Samir foi contratado pelo Watford, assinando até junho de 2025.

## Seleção Brasileira

### Sub-20
Foi convocado pelo técnico Alexandre Gallo para a disputa do Campeonato Sul-Americano Sub-20 de 2013, em que a equipe acabou sendo eliminada ainda na fase de grupos. Em abril de 2014, foi novamente convocado e se junta a outros 28 jogadores para um período de treinamento em Mogi das Cruzes, de 14 a 18 de abril, visando à preparação para a disputa do Torneio Internacional de Toulon.

### Sub-21
Em setembro, foi novamente convocado por Gallo, dessa vez para a Sub-21, para a disputa de 2 amistosos em outubro.

### Principal
Em 16 de agosto de 2019, Samir foi convocado, pelo técnico Tite, para a Seleção Brasileira principal, para os amistosos contra a Colômbia e o Peru, a serem realizados em setembro seguinte.

## Estatísticas
Até 4 de abril de 2021.

### Clubes
| Clube                | Temporada         | Campeonato nacional | Campeonato nacional | Campeonato nacional | Copa nacional[a] | Copa nacional[a] | Copa nacional[a] | Competições continentais[b] | Competições continentais[b] | Competições continentais[b] | Outros torneios[c] | Outros torneios[c] | Outros torneios[c] | Total | Total | Total   |
| Clube                | Temporada         | Jogos               | Gols                | Assist.             | Jogos            | Gols             | Assist.          | Jogos                       | Gols                        | Assist.                     | Jogos              | Gols               | Assist.            | Jogos | Gols  | Assist. |
| -------------------- | ----------------- | ------------------- | ------------------- | ------------------- | ---------------- | ---------------- | ---------------- | --------------------------- | --------------------------- | --------------------------- | ------------------ | ------------------ | ------------------ | ----- | ----- | ------- |
| Flamengo             | 2013              | 13                  | 0                   | 0                   | 4                | 0                | 0                | 0                           | 0                           | 0                           | 0                  | 0                  | 0                  | 17    | 0     | 0       |
| Flamengo             | 2014              | 17                  | 1                   | 1                   | 5                | 0                | 0                | 6                           | 0                           | 0                           | 11                 | 1                  | 0                  | 39    | 2     | 1       |
| Flamengo             | 2015              | 18                  | 0                   | 0                   | 3                | 0                | 0                | —                           | —                           | —                           | 12                 | 2                  | 0                  | 33    | 2     | 0       |
| Flamengo             | Total             | 48                  | 1                   | 1                   | 12               | 0                | 0                | 6                           | 0                           | 0                           | 23                 | 3                  | 0                  | 89    | 4     | 1       |
| Hellas Verona (emp.) | 2015–16           | 3                   | 1                   | 0                   | 0                | 0                | 0                | —                           | —                           | —                           | —                  | —                  | —                  | 3     | 1     | 0       |
| Hellas Verona (emp.) | Total             | 3                   | 1                   | 0                   | 0                | 0                | 0                | 0                           | 0                           | 0                           | 0                  | 0                  | 0                  | 3     | 1     | 0       |
| Udinese              | 2016–17           | 21                  | 0                   | 0                   | —                | —                | —                | —                           | —                           | —                           | —                  | —                  | —                  | 21    | 0     | 0       |
| Udinese              | 2017–18           | 31                  | 2                   | 0                   | —                | —                | —                | —                           | —                           | —                           | —                  | —                  | —                  | 31    | 2     | 0       |
| Udinese              | 2018–19           | 21                  | 4                   | 0                   | 1                | 0                | 0                | —                           | —                           | —                           | —                  | —                  | —                  | 22    | 4     | 0       |
| Udinese              | 2019–20           | 21                  | 0                   | 0                   | 1                | 0                | 0                | —                           | —                           | —                           | —                  | —                  | —                  | 22    | 1     | 0       |
| Udinese              | 2020–21           | 23                  | 1                   | 0                   | 2                | 0                | 0                | —                           | —                           | —                           | —                  | —                  | —                  | 25    | 1     | 0       |
| Udinese              | Total             | 117                 | 7                   | 0                   | 4                | 0                | 0                | 0                           | 0                           | 0                           | 0                  | 0                  | 0                  | 121   | 8     | 0       |
| Total na carreira    | Total na carreira | 168                 | 7                   | 1                   | 16               | 0                | 0                | 6                           | 0                           | 0                           | 23                 | 3                  | 0                  | 213   | 13    | 1       |

- a. ^ Jogos da Copa do Brasil e Coppa Italia
- b. ^ Jogos da Copa Libertadores e Copa Sul-Americana
- c. ^ Jogos do Campeonato Carioca, Granada Cup e Super Series

|               | Data                    | Local                                                   | Resultado | Adversário             | Gols | Assist. | Competição                           |
| ------------- | ----------------------- | ------------------------------------------------------- | --------- | ---------------------- | ---- | ------- | ------------------------------------ |
| Flamengo      |                         |                                                         |           |                        |      |         |                                      |
| 1.            | 8 de junho de 2013      | Heriberto Hülse, Criciúma, Brasil                       | 3–0       | Criciúma               | 0    | 0       | Campeonato Brasileiro de 2013        |
| 2.            | 4 de agosto de 2013     | Mané Garrincha, Brasília, Brasil                        | 3–0       | Atlético Mineiro       | 0    | 0       | Campeonato Brasileiro de 2013        |
| 3.            | 7 de agosto de 2013     | Mané Garrincha, Brasília, Brasil                        | 1–1       | Portuguesa             | 0    | 0       | Campeonato Brasileiro de 2013        |
| 4.            | 21 de agosto de 2013    | Mineirão, Belo Horizonte, Brasil                        | 1–2       | Cruzeiro               | 0    | 0       | Copa do Brasil de 2013               |
| 5.            | 4 de setembro de 2013   | Maracanã, Rio de Janeiro, Brasil                        | 2–1       | Vitória                | 0    | 0       | Campeonato Brasileiro de 2013        |
| 6.            | 8 de setembro de 2013   | Mineirão, Belo Horizonte, Brasil                        | 0–1       | Cruzeiro               | 0    | 0       | Campeonato Brasileiro de 2013        |
| 7.            | 12 de setembro de 2013  | Maracanã, Rio de Janeiro, Brasil                        | 2–1       | Santos                 | 0    | 0       | Campeonato Brasileiro de 2013        |
| 8.            | 15 de setembro de 2013  | Moisés Lucarelli, Campinas, Brasil                      | 1–1       | Ponte Preta            | 0    | 0       | Campeonato Brasileiro de 2013        |
| 9.            | 22 de setembro de 2013  | Itaipava Arena Pernambuco, São Lourenço da Mata, Brasil | 0–0       | Náutico                | 0    | 0       | Campeonato Brasileiro de 2013        |
| 10.           | 25 de setembro de 2013  | Maracanã, Rio de Janeiro, Brasil                        | 1–1       | Botafogo               | 0    | 0       | Copa do Brasil de 2013               |
| 11.           | 29 de setembro de 2013  | Maracanã, Rio de Janeiro, Brasil                        | 4–1       | Criciúma               | 0    | 0       | Campeonato Brasileiro de 2013        |
| 12.           | 17 de novembro de 2013  | Arena do Grêmio, Porto Alegre, Brasil                   | 1–2       | Grêmio                 | 0    | 0       | Campeonato Brasileiro de 2013        |
| 13.           | 20 de novembro de 2013  | Vila Capanema, Curitiba, Brasil                         | 1–1       | Atlético Paranaense    | 0    | 0       | Copa do Brasil de 2013               |
| 14.           | 24 de novembro de 2013  | Maracanã, Rio de Janeiro, Brasil                        | 1–0       | Corinthians            | 0    | 0       | Campeonato Brasileiro de 2013        |
| 15.           | 27 de novembro de 2013  | Maracanã, Rio de Janeiro, Brasil                        | 2–0       | Atlético Paranaense    | 0    | 0       | Copa do Brasil de 2013               |
| 16.           | 1 de dezembro de 2013   | Barradão, Salvador, Brasil                              | 2–4       | Vitória                | 0    | 0       | Campeonato Brasileiro de 2013        |
| 17.           | 7 de dezembro de 2013   | Maracanã, Rio de Janeiro, Brasil                        | 1–1       | Cruzeiro               | 0    | 0       | Campeonato Brasileiro de 2013        |
| 18.           | 25 de janeiro de 2014   | Maracanã, Rio de Janeiro, Brasil                        | 2–2       | Duque de Caxias        | 0    | 0       | Campeonato Carioca de 2014           |
| 19.           | 29 de janeiro de 2014   | Eduardo Guinle, Nova Friburgo, Brasil                   | 2–0       | Friburguense           | 1    | 0       | Campeonato Carioca de 2014           |
| 20.           | 2 de fevereiro de 2014  | Raulino de Oliveira, Volta Redonda, Brasil              | 2–0       | Macaé                  | 0    | 0       | Campeonato Carioca de 2014           |
| 21.           | 12 de fevereiro de 2014 | Nou Camp, León, México                                  | 1–2       | León                   | 0    | 0       | Copa Libertadores da América de 2014 |
| 22.           | 16 de fevereiro de 2014 | Maracanã, Rio de Janeiro, Brasil                        | 2–1       | Vasco da Gama          | 0    | 0       | Campeonato Carioca de 2014           |
| 23.           | 22 de fevereiro de 2014 | Raulino de Oliveira, Volta Redonda, Brasil              | 3–0       | Resende                | 0    | 0       | Campeonato Carioca de 2014           |
| 24.           | 26 de fevereiro de 2014 | Maracanã, Rio de Janeiro, Brasil                        | 3–1       | Emelec                 | 0    | 0       | Copa Libertadores da América de 2014 |
| 25.           | 1 de março de 2014      | Maracanã, Rio de Janeiro, Brasil                        | 2–1       | Nova Iguaçu            | 0    | 0       | Campeonato Carioca de 2014           |
| 26.           | 5 de março de 2014      | Raulino de Oliveira, Volta Redonda, Brasil              | 2–0       | Bonsucesso             | 0    | 0       | Campeonato Carioca de 2014           |
| 27.           | 9 de março de 2014      | Maracanã, Rio de Janeiro, Brasil                        | 2–0       | Botafogo               | 0    | 0       | Campeonato Carioca de 2014           |
| 28.           | 12 de março de 2014     | Maracanã, Rio de Janeiro, Brasil                        | 2–2       | Bolívar                | 0    | 0       | Copa Libertadores da América de 2014 |
| 29.           | 19 de março de 2014     | Hernando Siles, La Paz, Bolívia                         | 0–1       | Bolívar                | 0    | 0       | Copa Libertadores da América de 2014 |
| 30.           | 26 de março de 2014     | Maracanã, Rio de Janeiro, Brasil                        | 3–0       | Cabofriense            | 0    | 0       | Campeonato Carioca de 2014           |
| 31.           | 29 de março de 2014     | Maracanã, Rio de Janeiro, Brasil                        | 3–1       | Cabofriense            | 0    | 0       | Campeonato Carioca de 2014           |
| 32.           | 2 de abril de 2014      | George Capwell, Guayaquil, Equador                      | 2–1       | Emelec                 | 0    | 0       | Copa Libertadores da América de 2014 |
| 33.           | 6 de abril de 2014      | Maracanã, Rio de Janeiro, Brasil                        | 1–1       | Vasco da Gama          | 0    | 0       | Campeonato Carioca de 2014           |
| 34.           | 9 de abril de 2014      | Maracanã, Rio de Janeiro, Brasil                        | 2–3       | León                   | 0    | 0       | Copa Libertadores da América de 2014 |
| 35.           | 27 de abril de 2014     | Pacaembu, São Paulo, Brasil                             | 0–2       | Corinthians            | 0    | 0       | Campeonato Brasileiro de 2014        |
| 36.           | 4 de maio de 2014       | Maracanã, Rio de Janeiro, Brasil                        | 4–2       | Palmeiras              | 0    | 0       | Campeonato Brasileiro de 2014        |
| 37.           | 11 de maio de 2014      | Maracanã, Rio de Janeiro, Brasil                        | 0–2       | Fluminense             | 0    | 0       | Campeonato Brasileiro de 2014        |
| 38.           | 18 de maio de 2014      | Maracanã, Rio de Janeiro, Brasil                        | 0–2       | São Paulo              | 0    | 0       | Campeonato Brasileiro de 2014        |
| 39.           | 21 de maio de 2014      | Moacyrzão, Macaé, Brasil                                | 1–1       | Bahia                  | 0    | 0       | Campeonato Brasileiro de 2014        |
| 40.           | 25 de maio de 2014      | Morumbi, São Paulo, Brasil                              | 0–0       | Santos                 | 0    | 0       | Campeonato Brasileiro de 2014        |
| 41.           | 29 de maio de 2014      | Morumbi, São Paulo, Brasil                              | 1–1       | Figueirense            | 0    | 1       | Campeonato Brasileiro de 2014        |
| 42.           | 1 de junho de 2014      | Parque do Sabiá, Uberlândia, Brasil                     | 0–3       | Cruzeiro               | 0    | 0       | Campeonato Brasileiro de 2014        |
| 43.           | 16 de julho de 2014     | Moacyrzão, Macaé, Brasil                                | 1–0       | Atlético Paranaense    | 1    | 0       | Campeonato Brasileiro de 2014        |
| 44.           | 27 de agosto de 2014    | Couto Pereira, Curitiba, Brasil                         | 0–3       | Coritiba               | 0    | 0       | Copa do Brasil de 2014               |
| 45.           | 3 setembro de 2014      | Maracanã, Rio de Janeiro, Brasil                        | 3–0 (3–2) | Coritiba               | 0    | 0       | Copa do Brasil de 2014               |
| 46.           | 24 de setembro de 2014  | Morumbi, São Paulo, Brasil                              | 2–2       | São Paulo              | 0    | 0       | Campeonato Brasileiro de 2014        |
| 47.           | 28 de setembro de 2014  | Arena Fonte Nova, Salvador, Brasil                      | 1–1       | Bahia                  | 0    | 0       | Campeonato Brasileiro de 2014        |
| 48.           | 1 de outubro de 2014    | Arena das Dunas, Natal, Brasil                          | 1–0       | América                | 0    | 0       | Copa do Brasil de 2014               |
| 49.           | 4 de outubro de 2014    | Maracanã, Rio de Janeiro, Brasil                        | 0–1       | Santos                 | 0    | 0       | Campeonato Brasileiro de 2014        |
| 50.           | 15 de outubro de 2014   | Maracanã, Rio de Janeiro, Brasil                        | 1–0       | América                | 0    | 0       | Copa do Brasil de 2014               |
| 51.           | 22 de outubro de 2014   | Maracanã, Rio de Janeiro, Brasil                        | 2–0       | Internacional          | 0    | 0       | Campeonato Brasileiro de 2014        |
| 52.           | 25 de outubro de 2014   | Vivaldo Lima, Manaus, Brasil                            | 1–2       | Botafogo               | 0    | 0       | Campeonato Brasileiro de 2014        |
| 53.           | 29 de outubro de 2014   | Maracanã, Rio de Janeiro, Brasil                        | 2–0       | Atlético Mineiro       | 0    | 0       | Copa do Brasil de 2014               |
| 54.           | 2 de novembro de 2014   | Maracanã, Rio de Janeiro, Brasil                        | 3–0       | Chapecoense            | 0    | 0       | Campeonato Brasileiro de 2014        |
| 55.           | 9 de novembro de 2014   | Itaipava Arena Pernambuco, São Lourenço da Mata, Brasil | 2–2       | Sport                  | 0    | 0       | Campeonato Brasileiro de 2014        |
| 56.           | 16 de novembro de 2014  | Maracanã, Rio de Janeiro, Brasil                        | 3–2       | Coritiba               | 0    | 0       | Campeonato Brasileiro de 2014        |
| 57.           | 18 de janeiro de 2015   | Mané Garrincha, Brasília, Brasil                        | 0–0       | Shakhtar Donetsk       | 0    | 0       | Granada Cup                          |
| 58.           | 21 de janeiro de 2015   | Vivaldo Lima, Manaus, Brasil                            | 1–0       | Vasco da Gama          | 0    | 0       | Super Series                         |
| 59.           | 25 de janeiro de 2015   | Vivaldo Lima, Manaus, Brasil                            | 1–0       | São Paulo              | 1    | 0       | Super Series                         |
| 60.           | 31 de janeiro de 2015   | Moacyrzão, Macaé, Brasil                                | 1–1       | Macaé                  | 0    | 0       | Campeonato Carioca de 2015           |
| 61.           | 4 de fevereiro de 2015  | Maracanã, Rio de Janeiro, Brasil                        | 4–0       | Barra Mansa            | 0    | 0       | Campeonato Carioca de 2015           |
| 62.           | 7 de fevereiro de 2015  | Raulino de Oliveira, Volta Redonda, Brasil              | 2–1       | Resende                | 0    | 0       | Campeonato Carioca de 2015           |
| 63.           | 11 de fevereiro de 2015 | Maracanã, Rio de Janeiro, Brasil                        | 5–1       | Cabofriense            | 1    | 0       | Campeonato Carioca de 2015           |
| 64.           | 19 de fevereiro de 2015 | Maracanã, Rio de Janeiro, Brasil                        | 2–0       | Boavista               | 0    | 0       | Campeonato Carioca de 2015           |
| 65.           | 22 de fevereiro de 2015 | Raulino de Oliveira, Volta Redonda, Brasil              | 1–1       | Madureira              | 0    | 0       | Campeonato Carioca de 2015           |
| 66.           | 25 de fevereiro de 2015 | Bento Freitas, Pelotas, Brasil                          | 2–1       | Brasil de Pelotas      | 0    | 0       | Copa do Brasil de 2015               |
| 67.           | 1 de março de 2015      | Maracanã, Rio de Janeiro, Brasil                        | 0–1       | Botafogo               | 0    | 0       | Campeonato Carioca de 2015           |
| 68.           | 3 de junho de 2015      | Mineirão, Belo Horizonte, Brasil                        | 0–1       | Cruzeiro               | 0    | 0       | Campeonato Brasileiro de 2015        |
| 69.           | 6 de junho de 2015      | Maracanã, Rio de Janeiro, Brasil                        | 1–0       | Chapecoense            | 0    | 0       | Campeonato Brasileiro de 2015        |
| 70.           | 13 de junho de 2015     | Couto Pereira, Curitiba, Brasil                         | 1–0       | Coritiba               | 0    | 0       | Campeonato Brasileiro de 2015        |
| 71.           | 20 de junho de 2015     | Maracanã, Rio de Janeiro, Brasil                        | 0–2       | Atlético Mineiro       | 0    | 0       | Campeonato Brasileiro de 2015        |
| 72.           | 28 de junho de 2015     | Arena Pantanal, Cuiabá, Brasil                          | 0–1       | Vasco da Gama          | 0    | 0       | Campeonato Brasileiro de 2015        |
| 73.           | 1 de julho de 2015      | Arena Joinville, Joinville, Brasil                      | 1–0       | Joinville              | 0    | 0       | Campeonato Brasileiro de 2015        |
| 74.           | 12 de agosto de 2015    | Maracanã, Rio de Janeiro, Brasil                        | 3–2       | Atlético Paranaense    | 0    | 0       | Campeonato Brasileiro de 2015        |
| 75.           | 16 de agosto de 2015    | Allianz Parque, São Paulo, Brasil                       | 2–4       | Palmeiras              | 0    | 0       | Campeonato Brasileiro de 2015        |
| 76.           | 19 de agosto de 2015    | Maracanã, Rio de Janeiro, Brasil                        | 0–1       | Vasco da Gama          | 0    | 0       | Copa do Brasil de 2015               |
| 77.           | 23 de agosto de 2015    | Maracanã, Rio de Janeiro, Brasil                        | 2–1       | São Paulo              | 0    | 0       | Campeonato Brasileiro de 2015        |
| 78.           | 26 de agosto de 2015    | Maracanã, Rio de Janeiro, Brasil                        | 1–1       | Vasco da Gama          | 0    | 0       | Copa do Brasil de 2015               |
| 79.           | 30 de agosto de 2015    | Itaipava Arena Pernambuco, São Lourenço da Mata, Brasil | 1–0       | Sport                  | 0    | 0       | Campeonato Brasileiro de 2015        |
| 80.           | 2 de setembro de 2015   | Arena das Dunas, Natal, Brasil                          | 3–0       | Avaí                   | 0    | 0       | Campeonato Brasileiro de 2015        |
| 81.           | 6 de setembro de 2015   | Maracanã, Rio de Janeiro, Brasil                        | 3–1       | Fluminense             | 0    | 0       | Campeonato Brasileiro de 2015        |
| 82.           | 10 de setembro de 2015  | Maracanã, Rio de Janeiro, Brasil                        | 2–0       | Cruzeiro               | 0    | 0       | Campeonato Brasileiro de 2015        |
| 83.           | 13 de setembro de 2015  | Arena Condá, Chapecó, Brasil                            | 3–1       | Chapecoense            | 0    | 0       | Campeonato Brasileiro de 2015        |
| 84.           | 17 de setembro de 2015  | Mané Garrincha, Brasília, Brasil                        | 0–2       | Coritiba               | 0    | 0       | Campeonato Brasileiro de 2015        |
| 85.           | 20 de setembro de 2015  | Independência, Belo Horizonte, Brasil                   | 1–4       | Atlético Mineiro       | 0    | 0       | Campeonato Brasileiro de 2015        |
| 86.           | 27 de setembro de 2015  | Maracanã, Rio de Janeiro, Brasil                        | 1–2       | Vasco da Gama          | 0    | 0       | Campeonato Brasileiro de 2015        |
| 87.           | 4 de outubro de 2015    | Maracanã, Rio de Janeiro, Brasil                        | 2–0       | Joinville              | 0    | 0       | Campeonato Brasileiro de 2015        |
| 88.           | 11 de outubro de 2015   | Kléber Andrade, Cariacica, Brasil                       | 4–0       | Desportiva Ferroviária | 0    | 0       | Amistoso                             |
| 89.           | 14 de outubro de 2015   | Orlando Scarpelli, Florianópolis, Brasil                | 0–3       | Figueirense            | 0    | 0       | Campeonato Brasileiro de 2015        |
| 90.           | 18 de outubro de 2015   | Maracanã, Rio de Janeiro, Brasil                        | 0–1       | Internacional          | 0    | 0       | Campeonato Brasileiro de 2015        |
| 91.           | 15 de novembro de 2015  | Maracanã, Rio de Janeiro, Brasil                        | 1–0       | Orlando City           | 0    | 0       | Amistoso                             |
| Hellas Verona |                         |                                                         |           |                        |      |         |                                      |
| 92.           | 4 de abril de 2016      | Renato Dall'Ara, Bolonha, Itália                        | 1–0       | Bologna                | 1    | 0       | Serie A de 2015–16                   |
| 93.           | 10 de abril de 2016     | San Paolo, Napoli, Itália                               | 0–3       | Napoli                 | 0    | 0       | Serie A de 2015–16                   |
| 94.           | 20 de abril de 2016     | Carlo Castellani, Empoli, Itália                        | 0–1       | Empoli                 | 0    | 0       | Serie A de 2015–16                   |

### Seleção Brasileira
Abaixo estão listados todos e jogos e gols do futebolista pela Seleção Brasileira, desde as categorias de base. Abaixo da tabela, clique em expandir para ver a lista detalhada dos jogos de acordo com a categoria selecionada.
Sub-20
| Ano   |       |      |         |       |
| Ano   | Jogos | Gols | Assist. | Média |
| ----- | ----- | ---- | ------- | ----- |
| 2013  | 0     | 0    | 0       | 0     |
| Total | 0     | 0    | 0       | 0     |

Sub-21
| Ano   |       |      |         |       |
| Ano   | Jogos | Gols | Assist. | Média |
| ----- | ----- | ---- | ------- | ----- |
| 2014  | 1     | 0    | 0       | 0     |
| Total | 1     | 0    | 0       | 0     |

|    | Data                  | Local                          | Resultado | Adversário | Gols | Assist. | Competição |
| -- | --------------------- | ------------------------------ | --------- | ---------- | ---- | ------- | ---------- |
| 1. | 10 de outubro de 2014 | Arena Pantanal, Cuiabá, Brasil | 3–1       | Bolívia    | 0    | 0       | Amistoso   |

Seleção Brasileira (total)
| Ano   |       |      |         |       |
| Ano   | Jogos | Gols | Assist. | Média |
| ----- | ----- | ---- | ------- | ----- |
| 2013  | 0     | 0    | 0       | 0     |
| 2014  | 1     | 0    | 0       | 0     |
| Total | 1     | 0    | 0       | 0     |

### Total
| Ano   |       |      |         |       |
| Ano   | Jogos | Gols | Assist. | Média |
| ----- | ----- | ---- | ------- | ----- |
| 2013  | 17    | 0    | 0       | 0     |
| 2014  | 40    | 2    | 1       | 0,05  |
| 2015  | 33    | 2    | 0       | 0,06  |
| 2015  | 1     | 1    | 0       | 1     |
| Total | 93    | 5    | 1       | 0,04  |

## Títulos
Flamengo
- Copa do Brasil: 2013
- Campeonato Carioca: 2014

Tigres UANL
- Liga MX: Clausura 2023
- Campeones Cup: 2023